# (14388) 1990 QO5
(14388) 1990 QO5 là một tiểu hành tinh vành đai chính. Nó được phát hiện bởi Henry E. Holt ở Đài thiên văn Palomar ở Quận San Diego, California, ngày 29 tháng 8 năm 1990.